# ワウワウテナガザル
ワウワウテナガザル（学名：Hylobates moloch）は、霊長目テナガザル科テナガザル属に分類されるサル。

## 分布
インドネシア（ジャワ島）固有種

## 形態
体毛は青味がかった灰色で、頭部の毛は暗い灰色または黒色をしている。他のテナガザルと同様、尾はなく体に比べ長い腕を持つ。平均体重は8キログラムである。

## 亜種
ワウワウテナガザルには2亜種が存在する。
- ニシワウワウテナガザル(Western Silvery GibbonまたはWestern Javan Gibbon), Hylobates moloch moloch
- ヒガシ(チュウオウ)ワウワウテナガザル(Eastern Silvery GibbonまたはCentral Javan Gibbon), Hylobates moloch pongoalsoni

## 生態
熱帯雨林の奥地に生息する。昼行性、樹上性で、巧みに木を上り、森の中を腕わたりで移動する。
他のテナガザルと同じく、オスメスのペアを形成して生活し、縄張りを築き厳正に防衛する。ワウワウテナガザルの縄張りは比較的小さく、およそ42エーカー(17ha)である。メスは自分達の縄張りの範囲を主張するため、一日に数度大声で歌う。侵入者が発見されたときは、オスが大きな叫び声で侵入者を威嚇する。
食性は草食性で、果実、葉、花を食べる。
平均して3年毎に、7か月の妊娠期間を経て1匹の子を出産する。子どもは約18か月授乳され、8歳程度で性成熟を迎えるまでは家族の一員として生活する。

## 人間との関係
最も絶滅の危機に瀕している霊長類の一種である。ジャワ島の開発が進み、ワウワウテナガザルの生活域はかつてないほど狭まってしまった。ある推計では、自然保護区に散在している個体を全て集めても、その数は2000に満たないという。いくつかの動物園で繁殖プログラムが実行されているが、この種の生存は危ぶまれている。